# Emre Can
Emre Can (Frankfurt, 1994. január 12. –) német labdarúgó, a Borussia Dortmund középpályása.

## Pályafutása

### Klubcsapatokban

#### Ifjúsági csapatok
A török felmenőkkel rendelkező Can Frankfurtban született és nőtt fel.  Hatéves korától a SV Blau-Gelb Frankfurt ifjúsági csapatában edződött, majd 2006-ban a város első számú csapata, az Eintracht Frankfurt figyelt fel rá. 15 éves korában elhagyta szülővárosát, és a patinás Bayern München utánpótlás-csapatába került. A bajorok U17-es és U19-es csapatával a B-Junioren és az A-Junioren Bundesligában is szerepelt.

#### Bayern München
Can 2011. augusztus 27-en debütált a Bayern München második számú csapatában, az (egyik) német negyedosztályban, egy Waldhof Mannheim elleni győztes mérkőzésen. A fiatal középpályás első gólját a 32. fordulóban szerezte: a Pfullendorf ellen egalizált a mérkőzés hajrájában. 2012 nyarán, Jupp Heynckes irányítása alatt debütált a Bayern felnőtt csapatában. A Jahn Regensburg elleni Német Kupa találkozón balhátvédet játszott. Három hónappal később, a Kaiserslautern ellen már saját posztján bizonyíthatott. Első Bundesliga mérkőzését a 2012/13-as szezon hajrájában, 2013. április 13-án, a Nürnberg ellen játszotta le, két héttel később megszerezte első gólját - fejjel talált a Freiburg kapujába. Can a felnőtt csapat kerettagjaként részese volt a müncheniek triplázásnak: a Bundesliga mellett a Német Kupát és a Bajnokok Ligáját is megnyerték. Ezzel párhuzamosan a Bayern II-vel a Regionalliga Bayern második helyén végzett.

#### Bayer Leverkusen
2013 nyarán a több játéklehetőség reményében a rivális Bayer Leverkusenhez igazolt 5 millió euróért cserébe, igaz a bajor csapat visszavásárlási opciót hagyott magának. Can egy kisebb sérülés miatt csak a bajnokság negyedik fordulójában, egy Schalke elleni vesztes mérkőzésen tudott bemutatkozni. A 19 éves tehetség az idény elején rendre csereként állt be és középpályást játszott. 2013. szeptember 17-én debütált a Bajnokok ligájában, nem kisebb ellenfél, mint a Manchester United ellen. (Később szerephez jutott a Leverkusen összes csoportmérkőzésén.) Október végén megszerezte első Leverkusen-gólját: az Augsburg kapujába talált fejjel. Az őszi szezon felénél Hyypiä - a Bayer 04 edzője - hátravonta a védelem bal oldalára. Jó teljesítményének köszönhetően ettől kezdve stabilan a kezdőcsapat tagjának számított. Decemberben az ő találata juttatta tovább a csapatot a Német kupában. 2014 márciusában a PSG elleni BL-nyolcaddöntő második mérkőzésén két sárga lappal kiállították. A tavaszi szezon közepétől újra eredeti posztján, a középpálya közepén kapott helyet. Az idény során 3 gólt szerzett és 3 gólpasszt adott.

#### Liverpool
2014 nyarán a Liverpool csapatához igazolt. 13 millió körüli összegért váltott csapatot az akkori manager, Brendan Rodgers kedvéért, aki saját szavaival így fogalmazott: "Egy hatalmas tehetség lesz, ha hagyjuk szárnyalni.".
Az északír mester keze alatt még elsősorban a hátvédsorban kapott szerepet, azonban Jürgen Klopp érkezésével előre tolták a középpályára és az egész 2015-16-os szezonra alapemberré vált. Még az év fiatal játékosának is megválasztották.

### A válogatottban
Can végigjárta a német utánpótlás-válogatottakat, részt vett a 2011-es U17-es vb-n, ahol a németek csapatkapitánya volt. A harmadik helyen végző csapatban Can egy gólt szerzett: a Mexikó elleni vesztes elődöntőn talált be.
2024. június 7-én bekerült Julian Nagelsmann szövetségi kapitány 26 fős keretébe, amely a 2024-es labdarúgó-Európa-bajnokságon részt vett.

## Karrier statisztikái

### Klub
| Klub               | Szezon             | Bajnokság | Bajnokság | Kupa  | Kupa  | Liga Kupa | Liga Kupa | Nemzetközi | Nemzetközi | Egyéb | Egyéb | Összesen | Összesen |
| Klub               | Szezon             | Mérk.     | Gólok     | Mérk. | Gólok | Mérk.     | Gólok     | Mérk.      | Gólok      | Mérk. | Gólok | Mérk.    | Gólok    |
| ------------------ | ------------------ | --------- | --------- | ----- | ----- | --------- | --------- | ---------- | ---------- | ----- | ----- | -------- | -------- |
| Bayern München II  | 2011–12            | 17        | 1         | —     | —     | —         | —         | —          | —          | —     | —     | 17       | 1        |
| Bayern München II  | 2012–13            | 14        | 2         | —     | —     | —         | —         | —          | —          | —     | —     | 14       | 2        |
| Bayern München II  | Összesen           | 31        | 3         | —     | —     | —         | —         | —          | —          | —     | —     | 31       | 3        |
| Bayern München     | 2013–14            | 4         | 1         | 2     | 0     | —         | —         | 0          | 0          | 1     | 0     | 7        | 1        |
| Bayern München     | Összesen           | 4         | 1         | 2     | 0     | —         | —         | 0          | 0          | 1     | 0     | 7        | 1        |
| BayerLeverkusen    | 2013–14            | 29        | 3         | 3     | 1     | —         | —         | 7          | 0          | —     | —     | 39       | 4        |
| BayerLeverkusen    | Összesen           | 29        | 3         | 3     | 1     | —         | —         | 7          | 0          | —     | —     | 39       | 4        |
| Liverpool          | 2014–15            | 27        | 1         | 6     | 0     | 3         | 0         | 4          | 0          | —     | —     | 40       | 1        |
| Liverpool          | 2015–16            | 30        | 1         | 0     | 0     | 5         | 0         | 14         | 1          | —     | —     | 49       | 2        |
| Liverpool          | 2016–17            | 32        | 5         | 2     | 0     | 6         | 0         | —          | —          | —     | —     | 40       | 5        |
| Liverpool          | 2017–18            | 26        | 3         | 2     | 0     | 0         | 0         | 9          | 3          | —     | —     | 37       | 6        |
| Liverpool          | Összesen           | 115       | 10        | 10    | 0     | 14        | 0         | 27         | 4          | —     | —     | 166      | 14       |
| Juventus           | 2018–19            | 26        | 4         | 1     | 0     | —         | —         | 6          | 0          | 1     | 0     | 34       | 4        |
| Juventus           | Összesen           | 26        | 4         | 1     | 0     | —         | —         | 6          | 0          | 1     | 0     | 34       | 4        |
| Karrierje összesen | Karrierje összesen | 205       | 21        | 16    | 1     | 14        | 0         | 40         | 4          | 2     | 0     | 277      | 26       |

2019. április 27. szerint

### Válogatott
2018. október 14-én lett frissítve
| Németország | Németország     | Németország |
| Év          | Pályára lépések | Gólok       |
| ----------- | --------------- | ----------- |
| 2015        | 3               | 0           |
| 2016        | 4               | 0           |
| 2017        | 13              | 1           |
| 2018        | 1               | 0           |
| Összesen    | 21              | 1           |

### Válogatott góljai
| #  | Dátum            | Helyszín                                          | Ellenfél     | Gólja | Végeredmény | Kiírás                   |
| -- | ---------------- | ------------------------------------------------- | ------------ | ----- | ----------- | ------------------------ |
| 1. | 2017. október 8. | Fritz-Walter-Stadion, Kaiserslautern, Németország | Azerbajdzsán | 3–0   | 3–1         | Világbajnokság-selejtező |

## Sikerei, díjai

### Klub
Bayern München
- Bundesliga -győztes: 2012–13
- Német kupa -győztes: 2012–13
- Német szuperkupa -győztes: 2012
- Bajnokok ligája -győztes: 2012-13

Liverpool
- Az év fiatal játékosa: 2015–16

Juventus
- Serie A-győztes: 2018-19
- Olasz szuperkupa -győztes: 2018

### Válogatott
- Németország
  - Konföderációs kupa: 2017

## Magánélete
Muszlim vallású.